# Birgit Rautenberg
Birgit Rautenberg (* 25. November 1969 in Kiel) ist eine deutsche Fotografin.

## Leben und Werk
Birgit Rautenberg studierte von 1996 bis 2002 an der Muthesius Kunsthochschule Kiel Fotografie bei Dirk Reinartz. Ihre Diplomarbeit „Am eigenen Leibe. Über den Versuch, seinem Idealbild näher zu kommen.“ (Eine Dokumentation über  Schönheitschirurgie), wurde mit dem BFF-Förderpreis für die besten Diplomarbeiten im Bereich Fotografie 2002 ausgezeichnet.
Ihre künstlerischen Arbeiten sind hauptsächlich im Bereich der Landschaftsfotografie angesiedelt; ihre Arbeiten wurden in zahlreichen Gruppen- und mehreren Einzelausstellungen gezeigt. Des Weiteren arbeitet Birgit Rautenberg als freischaffende Fotografin in Kiel im Bereich Dokumentation, Landschaft und Porträt. Sie hat in verschiedenen Zeitschriften (Neon, Geo, Börsenblatt, Fotonews, Neue Zürcher Zeitung) veröffentlicht.
Birgit Rautenberg ist verheiratet mit dem deutschen Schriftsteller und Künstler Arne Rautenberg.

## Einzelausstellungen
- 2007 Bis hier. Mare Klinikum, Kiel.
- 2005 Im Kleinen. Eckernförde + x. Schleswig-Holsteinisches Künstlerhaus Eckernförde.
- 2003 stehen im lauf der zeit. Galerie Enja Wonneberger, Kiel (mit konkreter Poesie von Arne Rautenberg).
- 2002 Die Stadt in der Stadt. Stadtmuseum Warleberger Hof, Kiel.
- 2001 Die Stadt in der Stadt. Galerie tresor plus, Hamburg.

## Ausstellungsbeteiligungen
- 2007 Kempowskis Lebensläufe. Akademie der Künste, Berlin.
- 2007 Stille. Dirk Reinartz und Schüler. Palais für aktuelle Kunst, Glückstadt. (weitere Stationen: Kunsthalle zu Kiel, VHS Photogalerie Stuttgart, Martin Gropius Bau Berlin, Städtische Galerie Wolfsburg, Museum Buxtehude).
- 2005 Walter Kempowski. Echolot. Fotodokumentation zur Ausstellung im Stadtmuseum Warleberger Hof, Kiel.
- 2004 RFLXN 02 Landesausstellung für Fotografie in Schleswig-Holstein, Stadtgalerie im Elbeforum Brunsbüttel.
- 2003 Lebensarten – Körber-Foto-Award 2003 Museum für Kunst und Gewerbe, Hamburg.
- 2003 ausgezeichnet Gruner + Jahr Pressehaus, Hamburg.
- 2002 Visual Gallery of Photokina Großer Rheinsaal/Messegelände, Köln.
- 2002 Am eigenen Leibe. Über den Versuch, seinem Idealbild näher zu kommen. Diplompräsentation in der Stadtgalerie Kiel.
- 2001 Reinhart-Wolf-Preis Museum für Kunst und Gewerbe, Hamburg.
- 2000 Die Welt als Ganzes. Deutsche Fotografie nach 1989. SK Stiftung Kultur, Köln (weltweite Wanderausstellung).

## Preise und Stipendien
- 2005 Stipendium im Schleswig-Holsteinischen Künstlerhaus Eckernförde
- 2005 Stipendium des Kulturwerks der VG-Bild-Kunst für das Projekt „Musterhaus“
- 2004 1. Preis der Landesausstellung für Fotografie in Schleswig-Holstein
- 2002 BFF-Förderpreis für die Diplomarbeit „Am eigenen Leibe. Über den Versuch, seinem Idealbild näher zu kommen.“

## Publikation
- Musterhaus – mit einem Vorwort von Matthias Harder, Newton Stiftung Berlin; hrsg. von Andy Lim, Darling Publications Köln, 2008.

| Personendaten    | Personendaten       |
| ---------------- | ------------------- |
| NAME             | Rautenberg, Birgit  |
| KURZBESCHREIBUNG | deutsche Fotografin |
| GEBURTSDATUM     | 25. November 1969   |
| GEBURTSORT       | Kiel                |